# Herb powiatu augustowskiego
Herb powiatu augustowskiego – jeden z symboli powiatu augustowskiego, ustanowiony 2 kwietnia 2001.

## Wygląd i symbolika
Herb przedstawia na tarczy trójdzielnej falą srebrną z lewa w skos w polu górnym błękitnym z prawa – mitra książęca złota, pole dolne zielone. Niebieskie pole symbolizuje niebo i jeziora ziemi augustowskiej, zielone pole symbolizuje Puszczę Augustowską i rolnictwo, a fala Kanał Augustowski oraz rzeki płynące przez powiat. Mitra pochodzi natomiast z herbu Augustowa.